# موتو تاتسوهارا
موتو تاتسوهارا (به انگلیسی: Motoo Tatsuhara) بازیکن فوتبال اهل ژاپن و عضو تیم ملی فوتبال ژاپن است که در تاریخ ۱۳ مه ۱۹۳۴ میلادی اولین بازی ملی‌اش را انجام داد. او در ۴ بازی ملی حضور داشت و آخرین بازی ملی خود را در تاریخ ۷ اوت ۱۹۳۶ میلادی انجام داد. موتو تاتسوهارا در بازی‌های ملی‌اش
گلی به ثمر نرساند.